# Wapenmantel

Mantel met baldakijn

Een wapenmantel is een heraldisch pronkstuk. Rond een wapen wordt een geplooide, al dan niet opgebonden mantel gehangen.
Ook onder een koninklijke wapentent hangt een dergelijke wapenmantel die op het eerste gezicht op een met hermelijn gevoerde kroningsmantel lijkt. Verder worden deze mantels gehangen rond de wapenschilden van hoge edelen als hertogen en prinsen.
Bij koningen komen zij uit de wapentent of baldakijn en bij lagere edelen uit een kroon of vorstenhoed. Behalve de afwijkende rangkroon heeft een Grande van Spanje het voorrecht om rond zijn wapenschild een hermelijngevoerde scharlaken wapenmantel met paviljoen te hangen. Dit heraldische voorrecht komt ook in Spanje anders alleen hertogen en prinsen toe.
De wapenmantel lijkt op een hermelijnen mantel zoals edelen die droegen en in Engeland nóg dragen maar heeft met een dergelijke mantel niets te maken. De herkomst is, anders dan bij veel andere pronkstukken het geval is, niet middeleeuws.
De Jezuïet Silvester Petra Sancta heeft in 1638 in zijn wapenboek vastgelegd dat alleen koningen en keizers een wapentent mochten gebruiken. Lagere edelen mochten, zo schreef hij, alleen een wapenmantel om hun wapen hangen en deze niet met koorden opbinden. Deze koningen waren het daar uiteraard mee eens want ieder privilege is welkom en ook de hertogen en prinsen hebben in de loop der jaren vaak gebruikgemaakt van wapenmantels in hún wapens. Lagere edelen is het gebruik van mantels in hun wapen niet toegestaan.

## De wapenmantel in het koninklijke wapen
Een wapentent of baldakijn is een aan koningen voorbehouden heraldisch pronkstuk.
Ook onder een wapentent hangt een wapenmantel die op het eerste gezicht op een met hermelijn gevoerde kroningsmantel lijkt.
De dag waarop de wapentent zijn intrede deed in de heraldiek is precies bekend; in 1609 publiceerde Phillipe Moreau in Bordeaux een boek met de titel "Tablau des Armoires de France". Daarin combineerde hij het grote zegel waarop de vorst zittend onder een baldakijn was afgebeeld met het wapen van de koning. Zo kwam het schild onder een troonhemel te staan.

## Afbeeldingen

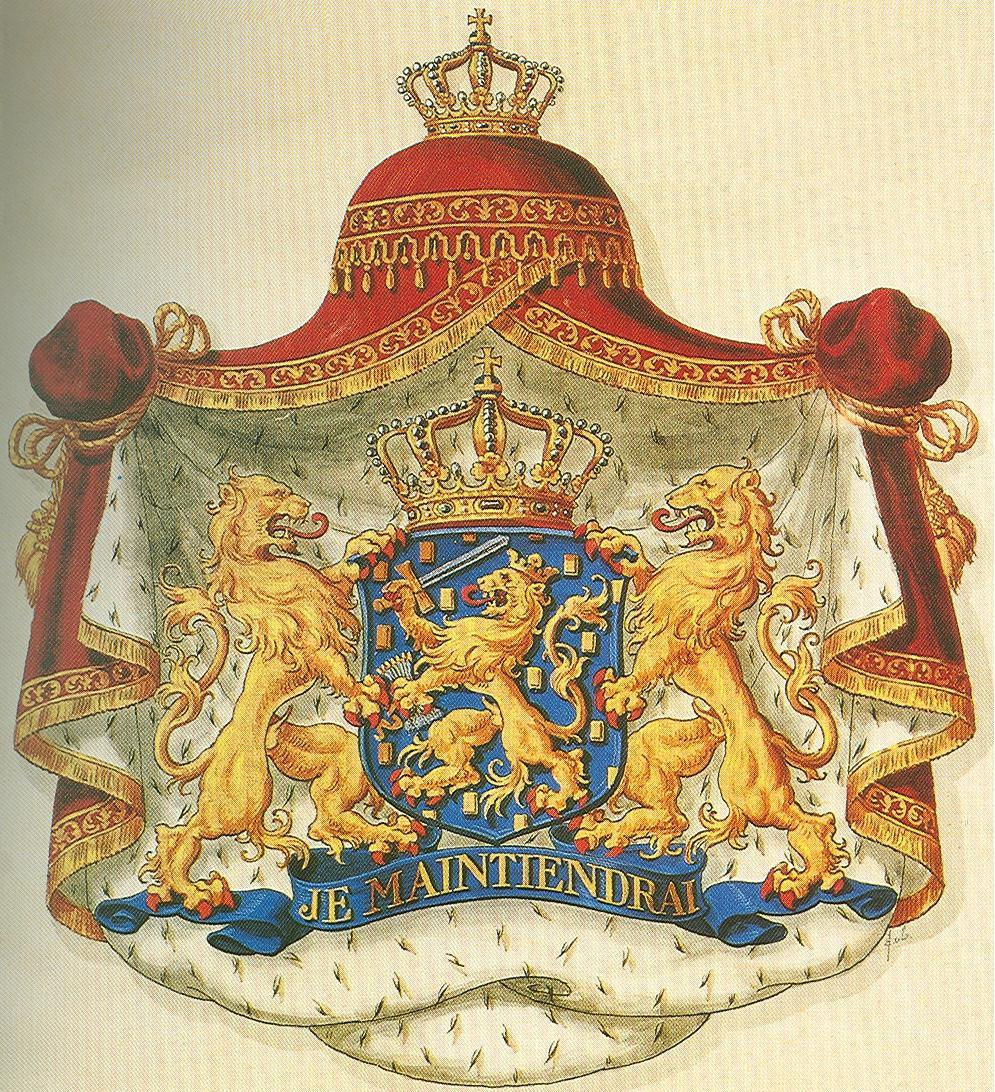
Het grote Nederlandse Rijkswapen zoals dat in 1907 werd vastgesteld. Om het wapen is een wapenmantel aangebracht.
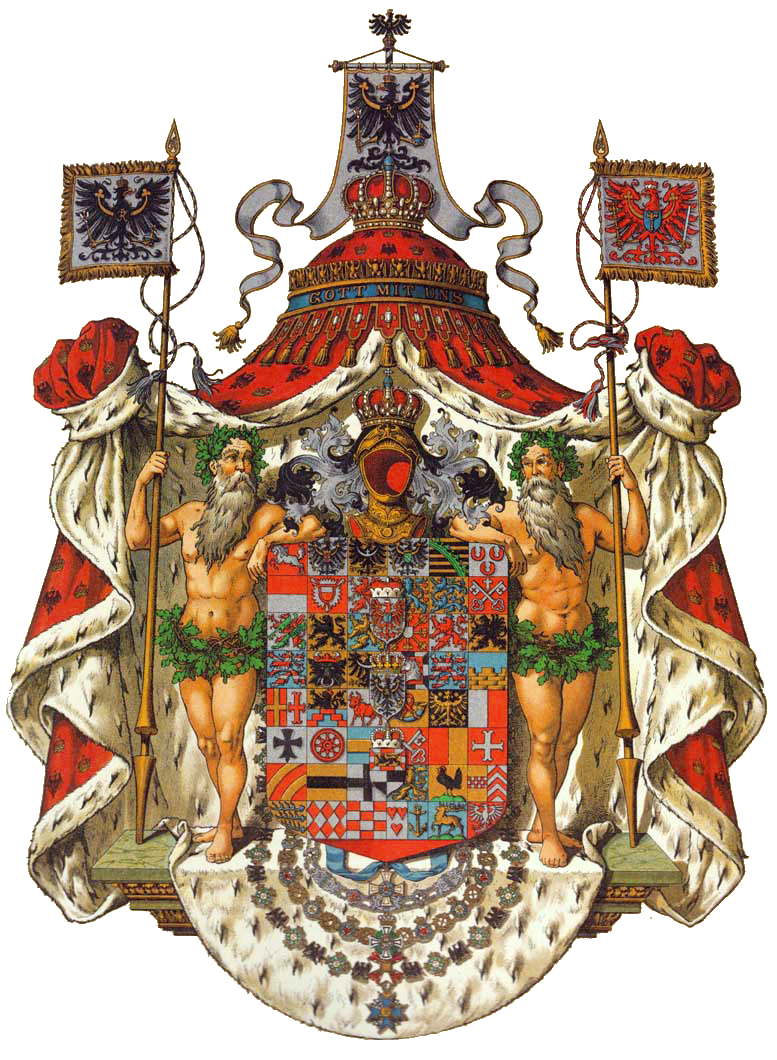
Wapentent in het wapen van de Pruisische koning
De door een Duitse "vorstenhoed" gedekte wapenmantel zoals een Italiaanse prinselijke familie die gebruikt.
Op de wapenmantel van Francisco de Borbón y Escasany Vijfde Hertog van Sevilla is het groene achtpuntige Kruis van de Orde van Sint-Lazarus aangebracht. Om het schild hangt een keten van deze orde.

adelaar · Agnus Dei · alliantiewapen · andreaskruis · ankerkruis · armoriaal · baldakijn · barensteel · bezant · Bourgondisch kruis · brisure · cartouche · centaur · cordelière · dekkleed · dorpsvlag · dorpswapen· drieberg · dubbelkoppige adelaar · dwarsbalk · fleur de lis · fleuron · Friese adelaar · gaande leeuw · gecarteleerd · Gelderse leeuw · gepaald · gravenkroon · groot wapen · griffioen · hartschild · helmkroon · helmteken · heraldische kleur · herautstuk · hermelijn · hoed · Hollandse tuin · huismerk · Jeruzalemkruis · karbonkel · keizerskroon · keper · koek · kromstaf · kroon · krukkenkruis · kwartier · kwartileren · kwartierzoom · leeuw · markiezenkroon · merlet · molenijzer · motto · muurkroon · nassaublauw · natuurlijke kleur · Nederlandse leeuw · Nederlandse Maagd · ombrellino · ordeketen · palen · pentagram · pijlenbundel · raadselwapen · raaf · respectant · riddertoernooi · rijksbanier · rijkskleuren · rijksstandaard · rijkswapen · roos · Rudolfinische keizerskroon · Saksenros · Saladins Adelaar · scharlakenrood · schildhoofd · schildhouder · schildvoet · schildzoom · schoof · schuinbalk · schuinstreep sinister · sinister · sleutels van Petrus · socialistische heraldiek · sprekend wapen · stadskleuren · standaard · stedenmaagd · ster · tinctuur · vair · vermeerdering · vlag · vorstenhoed · vrijheidshoed · vrijkwartier · vrouwenwapen · wapen · wapenbelasting · Wapenboek Beyeren · Wapenboek Gelre · wapenbord · wapendiploma · wapendier · wapenkast · wapenkoning · wapenmantel · wapenrecht · wapenrol · wapenstier · wapentent · wassende en afnemende maan · Waterlandse zwaan · Westfriese boomwapens · wildeman · wolfsangel · wrong